# Oxford (Nueva Escocia)
Oxford es un pueblo canadiense situado en la provincia de Nueva Escocia.

## Superficie
Oxford tiene una superficie de 10,68 km².

## Demografía
En 2021, tenía 1170 habitantes, una densidad poblacional de 109,6 hab./km², y 576 viviendas.